# Willard, Ohio
Willard är en ort i Huron County i Ohio. Vid 2010 års folkräkning hade Willard 6 236 invånare.